# Geich-Obergeich
Geich-Obergeich war bis 1972 eine Gemeinde im alten Kreis Düren in Nordrhein-Westfalen. Heute ist Geich-Obergeich eine Gemarkung der Gemeinde Langerwehe im Kreis Düren.

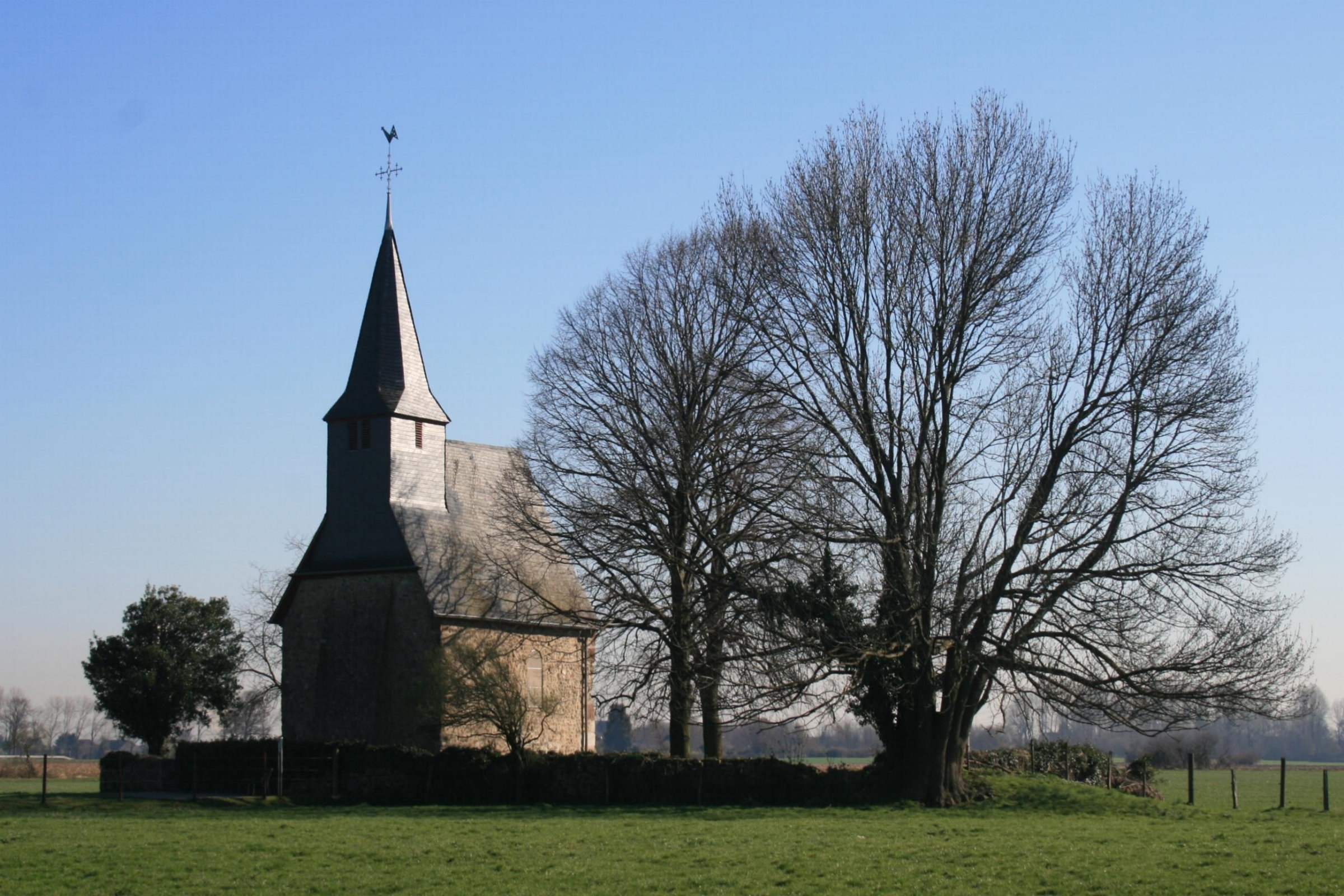
Die Nikolauskapelle in Geich

## Geographie
Geich-Obergeich besteht aus den beiden benachbarten Orten Geich und Obergeich, die im Osten des Gemeindegebiets von Langerwehe liegen. Beide Orte bilden heute jeweils eine Ortschaft der Gemeinde Langerwehe. Die ehemalige Gemeinde Schlich-D’horn besaß eine Fläche von 2,38 km².

## Geschichte
Seit dem 19. Jahrhundert bestand in der Bürgermeisterei Echtz (ab 1928 Amt Echtz) im Kreis Düren die Gemeinde Geich bei Echtz, die nach dem Zweiten Weltkrieg in Geich-Obergeich umbenannt wurde. Am 1. Januar 1972 wurde Geich-Obergeich durch das Aachen-Gesetz nach Langerwehe eingemeindet.

## Einwohnerentwicklung
| Jahr | Einwohner | Quelle |
| ---- | --------- | ------ |
| 1871 | 340       | [ 6 ]  |
| 1885 | 342       | [ 7 ]  |
| 1910 | 408       | [ 8 ]  |
| 1925 | 364       | [ 3 ]  |
| 1939 | 424       | [ 4 ]  |
| 1946 | 337       | [ 9 ]  |
| 2015 | 563       | [ 1 ]  |

## Baudenkmäler
Die Nikolauskapelle in Geich steht unter Denkmalschutz.